# San José de Gracia (Durango)
San José de Gracia es una localidad del estado mexicano de Durango. Es parte del municipio de Canatlán.

## Toponimia
El nombre «San José» hace referencia al santo patrono de la localidad: José de Nazaret.

## Demografía
| Gráfica de evolución demográfica |
|                                  |

| Censo | Población |
| ----- | --------- |
| 1900  | 1 120     |
| 1910  | 881       |
| 1921  | 826       |
| 1930  | 1 075     |
| 1940  | 626       |
| 1950  | 639       |
| 1960  | 985       |
| 1970  | 1 340     |
| 1980  | 1 112     |
| 1990  | 1 398     |
| 2000  | 1 127     |
| 2010  | 1 256     |
| 2020  | 1 343     |